# Robert Desnos
Robert Desnos (Parigi, 4 luglio 1900 – campo di concentramento di Theresienstadt, 8 giugno 1945) è stato un poeta e scrittore francese.
Il poeta fu uno dei membri più attivi del gruppo surrealista. Secondo André Breton, egli «parla surrealista a volontà». Robert Desnos stesso dichiarava di aver fatto «atto di surrealismo assoluto». Risolutamente volto verso l'amore e la libertà, e all'inizio sedotto dall'audacia delle esperienze poetiche di cui André Breton fu l'animatore, a partire dagli anni trenta ritornò a forme più tradizionali, non trascurando il verso in rima, offrendo a quest'ultimo prospettive insolite e uno slancio originale ed unico.

## Biografia

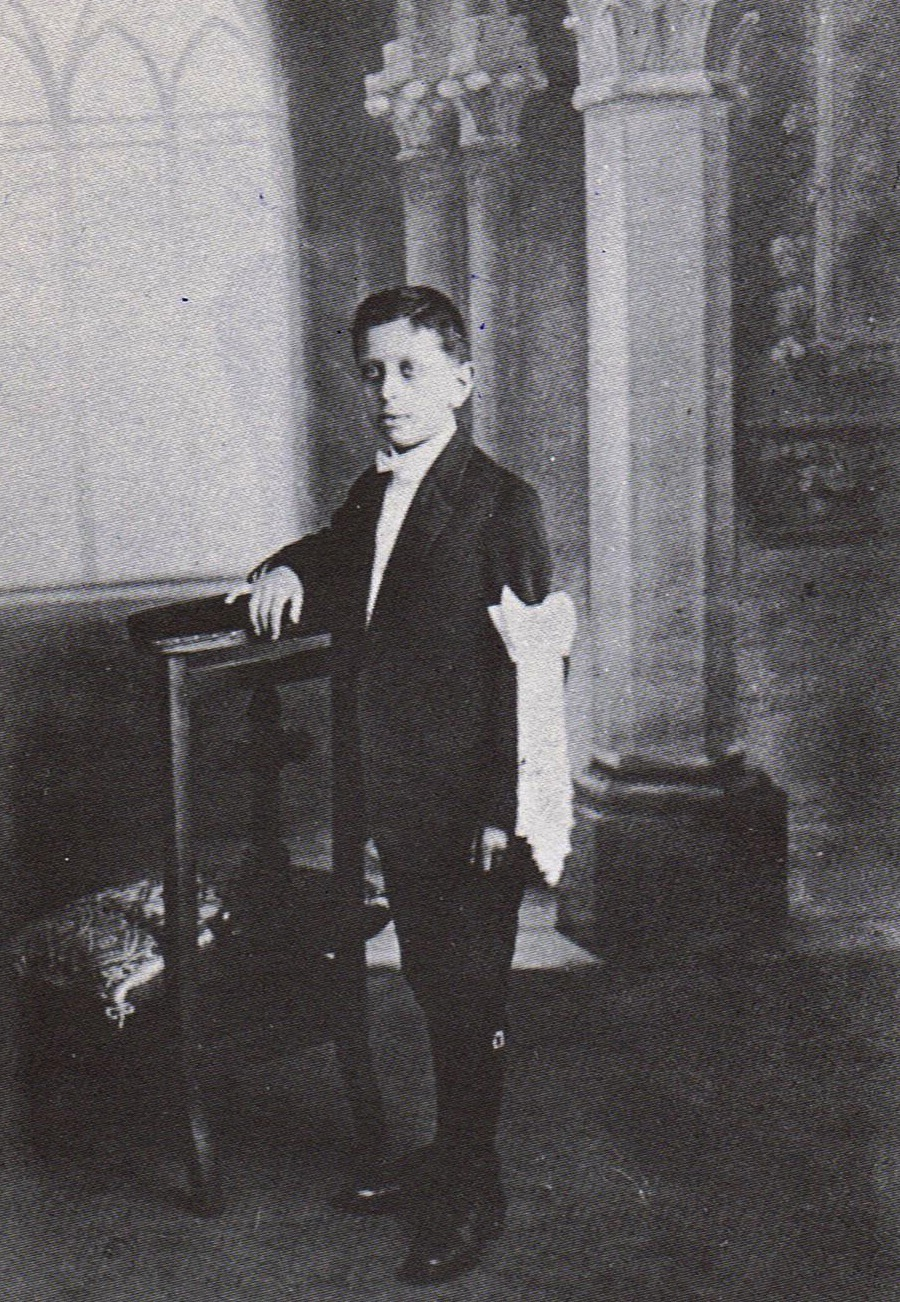
Desnos durante la sua prima comunione nel 1911

Suo padre è un venditore di pollame al mercato Les Halles; trascorre tutta l'infanzia nel quartiere parigino di Saint-Merri. Il cuore popolare di Parigi, il suo ingenuo repertorio di immagini e tutta la cultura popolare attraverseranno la sua opera. Occhi azzurri ma sporgenti dietro due lenti tonde, aria da mattacchione, cattivo allievo ma affascinato dalla letteratura, pubblica le prime poesie nel 1917 su La Tribune des Jeunes; nel 1919 pubblica, sulla rivista d'avanguardia Le Trait d'union, la poesia Le Fard des Argonautes, in alessandrini accuratamente rimati. In quello stesso anno fa la conoscenza di Benjamin Péret presso un amico comune, poi incontrerà Breton e arriverà la partecipazione ai movimenti Dada e surrealista. Scrive per la rubrica letteraria del quotidiano Paris-Soir. Il 25 settembre 1922 comincia alcune esperienze di scrittura automatica sotto ipnosi, esperienze nelle quali eccelle e che gli varranno questo elogio da parte di Breton: «Il surrealismo è all'ordine del giorno, e Desnos è il suo profeta» (Manifeste du Surréalisme, 1924).
Parallelamente, rincorre amori impossibili con la cantante e attrice Yvonne George, sempre circondata da una folla di adoratori. Per raggiungerla, si accosta all'oppio. Per lei scriverà le poesie À la mystérieuse, nonché La Liberté ou l'Amour (1927), opera che verrà condannata per oscenità dal tribunale della Senna.
Nel 1926 compone The Night of Loveless Nights, una poesia lirica e straziata sulla solitudine, stranamente scritta (come d'altronde lo era Le Fard des Argonautes) in quartine del tutto classiche, molto più vicine a Baudelaire che a Breton.
Il suo lavoro a tempo pieno per testate giornalistiche e il suo scetticismo riguardo al coinvolgimento della politica comunista nel surrealismo provocano un'incrinatura tra lui e Breton. A partire dal 1927 si allontana dal movimento surrealista rifiutandone l'avvicinamento al comunismo, fino alla rottura definitiva nel 1929, quando Breton lo condanna definitivamente e Desnos partecipa con Georges Bataille e altri autori al famoso pamphlet Un Cadavre, scritto espressamente contro «il bovino Breton» e pubblicato sulla rivista Documents.
Sempre su Documents appaiono suoi articoli sulle "Immagini moderne" e sul "Cinema d'avanguardia" (numero 7 del 1929), su Pigmalione e la Sfinge (numero 1 del 1930) e sul film La linea generale del regista sovietico Ėjzenštejn (numero 4 del 1930).
In questo periodo stringe amicizia con Pablo Picasso, Ernest Hemingway, Antonin Artaud e John Dos Passos; pubblica numerose recensioni critiche di jazz e di cinema e si interessa sempre più di politica. Scrive per vari periodici, fra cui Littérature, La Révolution surréaliste e Variétés.
Nel 1931 va a vivere con Lucie Badoul, soprannominata "Yuki" ("neve") da suo marito Tsugaharu Fujita prima che lei lo lasci per Desnos.
Nel 1936 si sforza di scrivere una poesia al giorno per un anno (alcune di queste sono state raccolte in État de veille). Anche negli anni trenta compone, senza pubblicarle, raccolte di poesie per Yuki, e componimenti per i figli dei suoi amici (cosa piuttosto eccezionale all'epoca): La Ménagerie de Tristan e altre. In questo stesso genere comporrà più tardi le famose Chantefables et Chantefleurs, diventate dei classici di poesia infantile, ristampate ininterrottamente e spesso messe in musica.

### Pubblicità e Fantomas
La sua carriera alla radio comincia con la realizzazione del feuilleton radiofonico Fantômas (1932). Redige numerose pubblicità per la radio, nonché varie notule farmaceutiche.
Ostile allo stalinismo, Desnos è un poeta impegnato. Nel 1928 aiuta il romanziere Alejo Carpentier a fuggire da Cuba, dove il tiranno Machado l'aveva imprigionato. Con lui, sarà uno dei pionieri della creazione radiofonica in Francia. Dal 1934 partecipa al movimento frontista e aderisce ai movimenti di intellettuali antifascisti. Abbandona presto le sue posizioni pacifiste, convinto che, di fronte all'aumentare dei pericoli, la Francia debba prepararsi alla guerra. È uno dei rari intellettuali francesi a partire al fronte per convinzione. Scrive così a Yuki, nel gennaio 1940: «Ho deciso di trarre dalla guerra tutto il beneficio che può darmi: la messa alla prova della salute, della giovinezza e l'inestimabile soddisfazione di rompere le scatole a Hitler»

### Occupazione
Durante l'occupazione nazista della Francia, continua a scrivere sulla stampa, su Aujourd'hui, quotidiano fondato da Henri Jeanson. Quando questo giornale assumerà un orientamento collaborazionista, decide di restarvi e di continuare a usare la sua penna di giornalista per cercare di invitare i suoi concittadini alla dignità e alla speranza. Questo, unito a critiche irridenti come per esempio quelle di Louis-Ferdinand Céline e alle umiliazioni a collaboratori come Jean Marais, gli vale delle inimicizie, le quali tentarono di farlo passare per ebreo in un'epoca in cui ciò equivaleva a essere deportato nei campi di sterminio. Il 16 settembre 1942, Desnos scrive una critica alla traduzione dei Poèmes di Edgar Allan Poe realizzata da Pierre Pascal, redattore della rivista collaborazionista L'Appel. Pascal invia una lettera di protesta al direttore di Aujourd'hui Georges Suarez. Da questo momento la firma di Desnos appare sempre meno sul giornale fino a scomparire del tutto nel 1943.
La sua attività giornalistica gli permette soprattutto di coprire le sue attività di resistente attivo: è membro della rete AGIR e dello staff delle Éditions de Minuit, fondate da Vercors. Pubblica spesso sotto pseudonimo.

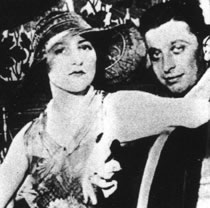
Robert Desnos e Youki.

Il 22 febbraio 1944 viene avvertito che la Gestapo sta per venire a prenderlo (si disse su segnalazione di Alain Laubreaux), ma rifiuta che sia Yuki, la quale si droga con l'etere, a subire le rappresaglie ed eventualmente la tortura. È incarcerato a Compiègne. Malgrado gli interventi degli amici, tra i quali Georges Suarez, direttore di Aujourd'hui, verrà prima deportato al campo di Auschwitz, poi a quello di Flossenbürg, infine a Flöha in Sassonia; qui rimarrà per un anno. Durante la prigionia scrive varie poesie, che verranno accidentalmente distrutte dopo la sua morte. Nel 1945 raggiunge, con una marcia forzata, il campo di Terezin dove muore di miseria, di stanchezza e di tifo (appena un mese dopo la liberazione del campo da parte delle truppe sovietiche, avvenuta l'8 maggio 1945), non senza lasciare, attraverso la sua corrispondenza con la sua donna Yuki, un'ulteriore lezione di coraggio, d'amore e di libertà: «Non è la poesia a dover essere libera, ma il poeta». La sua ultima, appassionata Lettera a Yuki, scritta dopo il suo arresto (precisamente il 7 gennaio 1945), è uno dei suoi testi più famosi.
Robert Desnos è sepolto al cimitero di Montparnasse a Parigi.
Carolyn Forché ne ha tradotto le poesie in inglese e cita Desnos tra le influenze più significative sulla propria opera.

## Robert Desnos in musica
Le poesie di Desnos sono state messe in musica da vari compositori, tra cui Witold Lutosławski, con Les Espaces du Sommeil (1975) e Chantefleurs et Chantefables (1991), e Francis Poulenc (Dernier poème, 1956).
Nel 1971, Jean Ferrat interpreta Robert le diable (Robert il diavolo), poesia dedicata da Louis Aragon alla memoria del suo amico scomparso tragicamente. La canzone era stata creata in precedenza da Christine Sèvres (1931-1981), all'epoca moglie di Ferrat:
(Louis Aragon - Robert le diable.)
Musica di Jean Ferrat:
- Ferrat chante Aragon, 1 CD compilation ristampa 1992, Barclay.
- Christine Sèvres, 1 CD compilation ristampa 1994, Disques Temey.

## Poesie famose
La Fourmi, una delle poesie della raccolta Chantefables et Chantefleurs,
è stata musicata per la prima volta da Joseph Kosma e incisa da Juliette Gréco nel 1950:
Une fourmi de dix-huit mètres
Avec un chapeau sur la tête,
Ça n'existe pas, ça n'existe pas.
Une fourmi traînant un char
Plein de pingouins et de canards,
Ça n'existe pas, ça n'existe pas.
Une fourmi parlant français,
Parlant latin et javanais,
Ça n'existe pas, ça n'existe pas.
Eh ! Pourquoi pas ?

Le Pélican
Le Capitaine Jonathan,
Étant âgé de dix-huit ans
Capture un jour un pélican
Dans une île d'Extrême-orient.

Le pélican de Jonathan
Au matin, pond un œuf tout blanc
Et il en sort un pélican
Lui ressemblant étonnamment.

Et ce deuxième pélican
Pond, à son tour, un œuf tout blanc
D'où sort, inévitablement
Un autre, qui en fait autant.

Cela peut durer pendant très longtemps
Si l'on ne fait pas d'omelette avant.
Estratto dai "Couplets de la rue Saint-Martin", État de veille (1942)
Je n'aime plus la rue Saint-Martin
Depuis qu'André Platard l'a quittée.
Je n'aime plus la rue Saint-Martin,
Je n'aime rien, pas même le vin.

Je n'aime plus la rue Saint-Martin
Depuis qu'André Platard l'a quittée.
C'est mon ami, c'est mon copain.
Nous partagions la chambre et le pain,

Je n'aime plus la rue Saint-Martin

## Opere
- Rrose Sélavy (1922-1923)
- Le pélican
- Langage cuit (1923)
- Deuil pour deuil (romanzo, 1924)
- La Liberté ou l'Amour (romanzo, 1927) (traduzione italiana e saggio introduttivo di Tania Collani: La libertà o l'amore!, Odoya, Bologna, 2008 ISBN 978-88-6288-002-2)
- Les Ténèbres (1927)
- Corps et biens (1930)
- Sans cou (1934)
- Fortunes (1942)
- État de veille (1943)
- Le Vin est tiré (romanzo, 1943)
- Contrée (1944)
- Le Bain avec Andromède (1944)
- Rue de la Gaité // Voyage en Bourgogne // Précis de cuisine pour les jours heureux, illustrazioni di Lucien Coutaud (1947), postumo
- Chantefables et chantefleurs (1970), postumo
- Destinée arbitraire (1975), postumo
- Nouvelles-Hébrides et autres textes (1978), postumo
- Duchamp e gli altri. Scritti sui pittori, traduzione di Riccardo De Benedetti. Medusa Edizioni, 2019
- La colomba dell'arca. Poesie 1922-1944, traduzione e cura di Pasquale Di Palmo, Medusa Edizioni, 2020
- Cantafavole e Cantafiori da cantare su non importa che aria, traduzione e cura di Pasquale Di Palmo, illustrazioni di Luciano Ragozzino, Medusa Edizioni, 2020
- Chi non possiede la sua maschera?, traduzione e cura di Pasquale Di Palmo, Medusa Edizioni, 2020